# Улан-Батор
Ула́н-Ба́тор (монг. Улаанбаатар [ʊɮɑːŋ.bɑːtʰɑ̆r]  Ulaganbagator «красный богатырь») — столица Монголии и крупнейший по численности населения город страны — 1 405 000 человек (ноябрь 2017 года), выделенный в самостоятельную административную единицу.
Город расположен в долине реки Туул, на высоте 1300—1350 м над уровнем моря. Площадь города — 4704,4 км². Граничит с аймаком Туве (Центральный).
Улан-Батор — политический, коммерческий, культурный и научный центр Монголии, а также важный финансовый центр Центральной Азии. Он является крупным транспортным узлом. Город обслуживается международным аэропортом Чингисхан и двумя аэродромами. Железнодорожный вокзал Улан-Батора является центром регионального и международного железнодорожного сообщения.
Туристов привлекают исторический центр Улан-Батора и священная гора Богд-Хан-Уул в черте города, внесённая в предварительный список Всемирного наследия ЮНЕСКО.

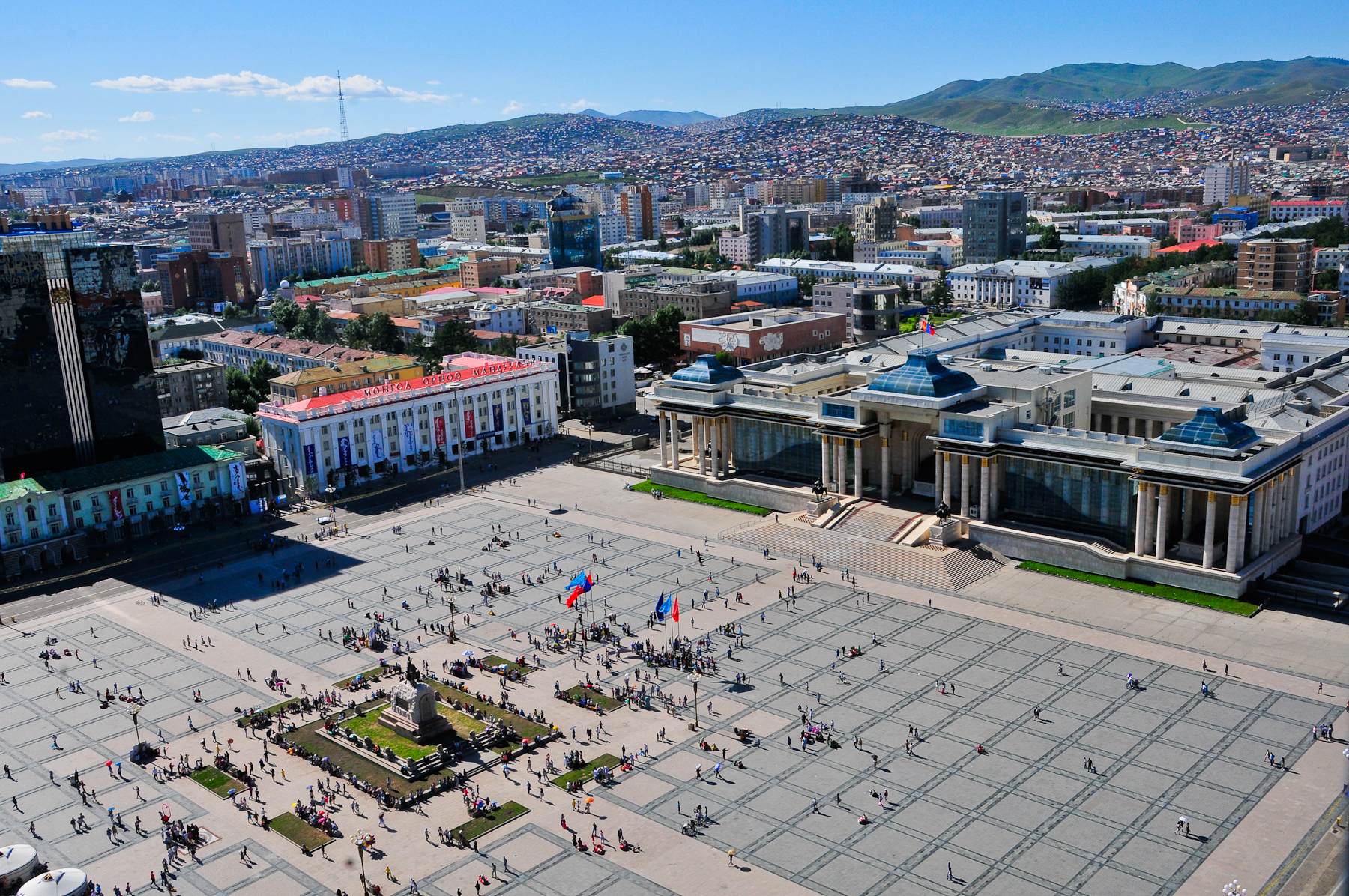
Площадь Сухэ-Батора

## Этимология
Город был заложен в 1639 году и получил название «Урга». Слово «Урга» — русский вариант монгольского Өргөө, означающего «дворец, ставка знатного человека». Сами же монголы называли город Их Хурээ (Хүрээ) — «большой монастырь». Это название появилось в 1778 году, когда главный монастырь окончательно разместился на нынешнем месте, на берегу Толы.
В 1911 году, когда Монголия стала независимым государством, Их Хурээ получил статус столицы, поэтому появилось новое название — Нийслэл Хурээ (Хүрээ) — «столичный монастырь».
На заседании 1-го Великого Народного Хуралдана в 1924 г. большинство делегатов высказалось за переименование столицы Монголии в Батор-хото («Город Богатыря», или «Город Героя», неявно подразумевающее фигуру Чингисхана). Тем не менее, по настоянию представителя Коминтерна, советского политического деятеля Т. Р. Рыскулова, ранее не имевшего отношения к Монголии, городу присвоили название Улан-Батор-хото («Город Красного Героя»). После голосования он выступил с речью:

Чингисхан был народным героем, но он был завоевателем. Теперешняя Народная Монголия не имеет завоевательных целей, она хочет освободиться и развиваться самостоятельно, по революционному пути. Поэтому название Улан-Батор-Хото будет революционным названием, и оно будет понятно всем. Приставка Улан («красный») придаёт этому названию революционный характер, будет означать революционную твёрдость монгольского народа в деле защиты своей независимости.
Это предложение было принято единогласно.
Кириллическая русская форма названия города сложилась на 20 лет раньше, чем в монгольском языке была принята кириллица, и это привело к тому, что русская форма (по звучанию близкая оригинальному произношению) вошла в ряд иностранных языков. В настоящее время в самой Монголии наблюдается склонность использовать в текстах на русском языке современную монгольскую кириллическую форму названия столицы: Улаанбаатар.

## История

### Северная Юань: основание города
Город был основан в 1639 году как буддистский монастырь в государстве Монголия, где правила династия Юань, и назывался Өргөө [ɵrgoː] (с монг. — «дворец, ставка»); отсюда произошло название «Урга», применявшееся в русской и европейской литературе до 1924 года). В 1696 году в районе современного Улан-Батора произошла ключевая битва первой ойрато-маньчжурской войны, получившая название «Битва на Тэрэлже», в которой в десять раз превосходящая цинская армия разгромила западных монголов. Битва предрешила итог первой ойрато-маньчжурской войны, и Урга была взята под контроль империи Цин.

### Внешняя Монголия в составе империи Цин
Со 2-й половины XVII в. был кочующей (с 1778 года — оседлой) резиденцией Богдо-гэгэна (главы буддистской церкви Монголии). Некоторые исследователи полагают, что Урга была лишь религиозным центром Монголии, однако со временем бывшая кочевая ставка превратилась в главный политический и культурно-религиозный центр страны.
С 1706 года город назывался Их хүрээ (монг. «Великий монастырь»). Начиная с 1778 года он стал резиденцией не только Богдо-гэгэна, но и двух цинских амбаней, после чего стал считаться административным центром Внешней Монголии. В скором времени в нескольких километрах к востоку от города вырос китайский торговый квартал — Маймачен (трад. 買賣城, упр. 买卖). В Урге при многочисленных монастырях и храмах проживало около 10 тыс. лам и монахов. В 1835 году в городе был основан крупнейший по сей день буддийский монастырь — Гандантэгченлин.
К началу XX века монгольское население Урги достигало лишь 25 тыс. чел.

### Монголия в период правления Богдо-хана (1911—1924)
С 1912 года, после провозглашения независимости Монголии, город назывался Нийслэл хүрээ (монг. «Столичный монастырь»), а в 1924 году был переименован в Улан-Батор. На 1919 год население Урги оценивалось в приблизительно 100 тыс. человек, из которых 30 тыс. составляли монголы (20 тыс. лам и 10 тыс. мирян), а около 70 тыс. составляли китайцы; кроме этого, в Урге проживало до 3 тыс. русских.
В стране начался подъём искусства и архитектуры. К этому времени относится строительство большинства ныне известных монгольских архитектурных памятников, включая Дворец Богдо-хана и Чойжин ламын сум. В 1913 году в Урге был открыт первый в Монголии зоопарк, заброшенный к 1926 году.
В 1919 году Урга была оккупирована десятитысячной китайской армией генерала Сюй Шучжэна. В феврале 1921 года город был захвачен Азиатской дивизией Р. Ф. Унгерн-Штернберга; в Урге был учинён первый и последний в истории Монголии еврейский погром (погибло до 50 человек, или около 10 % евреев, живших в Монголии), вместе с китайским гарнизоном бежала часть китайского и прокоммунистически настроенного населения. Город был оставлен Унгерном для похода в Бурятию против красных; потерпев ряд поражений, он отвёл дивизию с кяхтинского тракта, оставив на дороге на Ургу лишь небольшой заслон. Город 6 июля 1921 года был занят красными в результате монгольской операции объединённых войск Монгольской Народной Армии (во главе с главнокомандующим Дамдином Сухэ-Батором), войск РСФСР и Дальневосточной Республики.
|                        |                                         |                           |                                      |                              |
| Улица в Урге, 1913 год | Один из монастырей в городе в 1913 году | Гандантэгченлин, 1913 год | 23 июня 1913 года, общий вид на Ургу | Ворота Жёлтого Дворца в Урге |

### Монгольская Народная Республика
Во время МНР был спланирован современный Улан-Батор. Центр города расположился на месте разрушенного Восточного Монастыря. 11 июля 1927 года перед бывшей центральной площадью Монастыря открылся народный театр. С 1923—1924 годов площадь стала известна как «площадь Сухэ-Батора» и стала главной площадью нового Улан-Батора.
В 1931 году, в ознаменование десятилетнего юбилея революции, на площади был установлен обелиск в честь Сухэ-Батора, 11 июля 1946 года был открыт новый памятник Сухэ-Батору, который не менял свой вид до сих пор. В 1951 году на месте народного театра, полностью уничтоженного во время пожара двумя годами ранее, был построен Дворец правительства. На следующий год перед дворцом был возведён мавзолей Сухэ-Батора и Чойбалсана. В 1957 году недалеко от Улан-Батора была основана обсерватория Хурэлтогоот.
В 1989—1990 годах, в ходе событий демократической революции в Улан-Баторе и других городах Монголии, происходили массовые многотысячные демонстрации и акции неповиновения, приведшие к отставке Политбюро ЦК МНРП в полном составе и образованию Монгольской Республики.
|                                                  |                                                                            |                   |                      |                          |
| Уборка снега. Главный проспект Улан-Батора, 1972 | Часть (с тех пор ликвидированного) китайского квартала в Улан-Баторе, 1972 | Китайский квартал | Мавзолей Сухэ-Батора | Блошиный рынок, 1972 год |

### Современный период

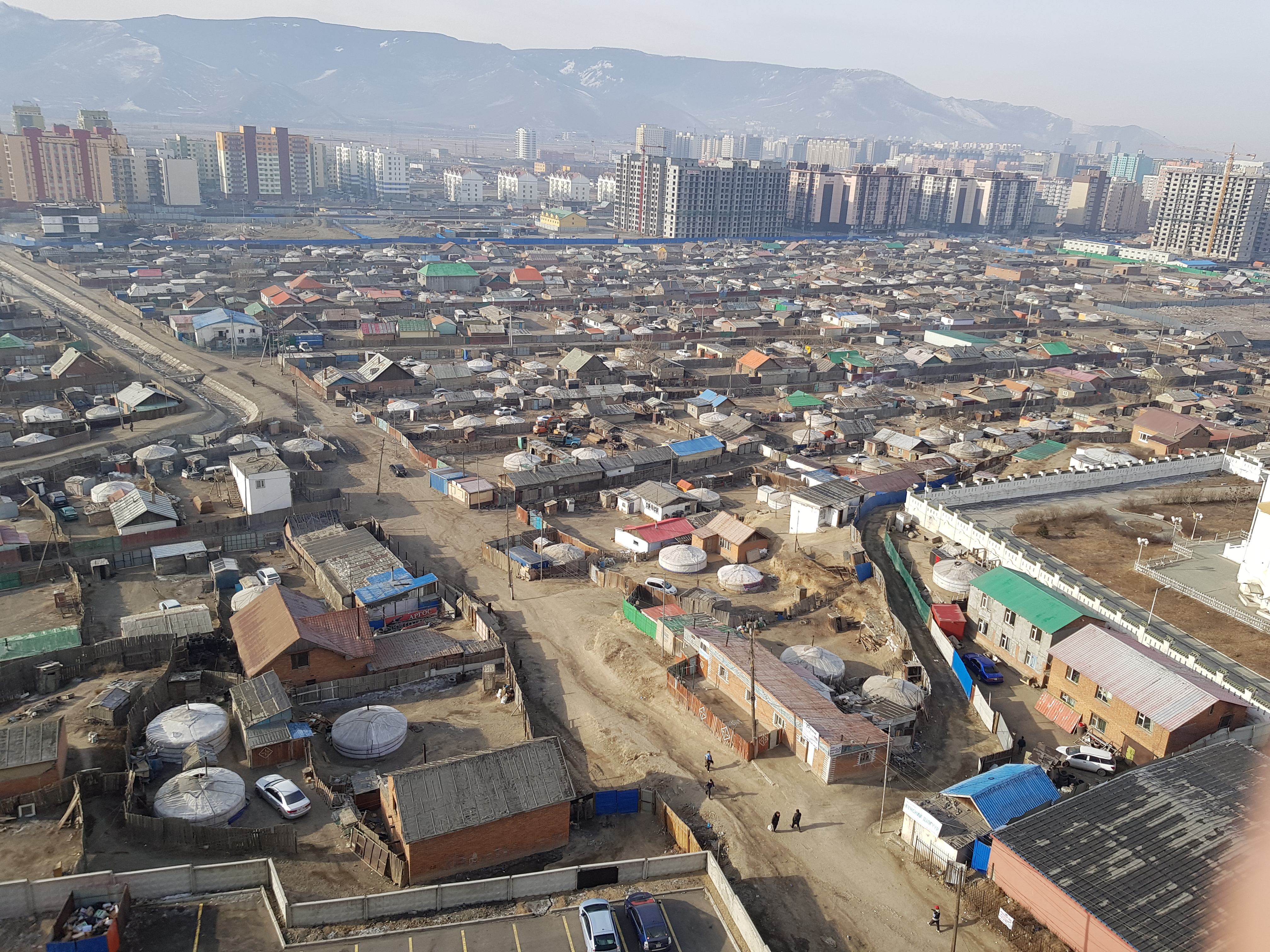
Частный сектор с юртами на фоне высотных новостроек Улан-Батора

После демократической революции Монголия выбрала многовекторную внешнеэкономическую политику и добилась позитивного сдвига в развитии национальной экономики, в связи с чем город сильно изменился.
6 августа 1996 года гора Богд-Хан-Уул, административно относящаяся к Улан-Батору, наряду с двумя другими священными горами — Бурхан-Халдун и Отгон-Тэнгэр — стала кандидатом в список всемирного наследия ЮНЕСКО по смешанной категории.
В 2004—2006 была проведена реконструкция площади Сухэ-Батора; в 2005 году — демонтирован мавзолей Сухэ-Батора; в 2006 году — окончена масштабная реконструкция комплекса Дворца правительства. Сооружение комплекса велось в период с 28 ноября 2005 года по июль 2006 года. В 2007 году население Улан-Батора превысило миллион человек — он стал первым городом-миллионером в Монголии.
В июле 2008 года в городе начались массовые беспорядки после заявления Демократической партии о фальсификации итогов прошедших недавно парламентских выборов. Была сожжена штаб-квартира правившей в то время Монгольской народно-революционной партии, погибло 5 человек. В городе было введено чрезвычайное положение. Некоторые СМИ назвали произошедшее «Революцией юрт» и провели аналогии между событиями в Улан-Баторе и цветными революциями.
В 2009 году недалеко от Улан-Батора был открыт горнолыжный курорт «Sky Resort».
В 2012 году было начато строительство нового международного аэропорта Улан-Батора, который рассчитан на 3 миллиона пассажиров в год. Аэропорт был открыт в 2016 году. В том же году в городе был открыт постоянный мини-зоопарк, в котором располагается около 100 животных. В 2014 году зоопарк включён в международную базу данных по зоопаркам; в ней указано, что в зоопарке (на 2014 год) находится более 30 видов животных, и он работает только летом.
К 2013 году был одобрен план строительства метрополитена в городе. 11 июня 2013 года был день открытия строительных работ. Также в 2013 году началось осуществления масштабного плана по строительству шоссе под названием «Туулын хурдны зам» вокруг города. С 8 августа началось строительства первого небоскрёбного квартала Улан-Батора — Hunnu 2222.
В 2014 году было принято решение создать на основе существующей железнодорожной инфраструктуры Трансмонгольской железной дороги, проходящей в черте города, городскую железную дорогу. Инициаторами создания линии выступили мэр Улан-Батора Эрдэнийн Бат-Уул (монг. Эрдэнийн Бат-Үүл) и министр транспорта и дорог Монголии Амаржаргал Гансух; официальное начало работы линии Улан-Баторской городской железной дороги (6 июня) приурочено к 65-летию основания Акционерного общества «Улан-Баторская железная дорога». 6 июня Улан-Баторская городская железная дорога, также известная как Улан-Баторский наземный метрополитен, была запущена. В начале 2014 года (февраль — май) проходила реконструкция уже существующих станций и постройка новых. 6 июня Улан-Баторская городская железная дорога, также известная как Улан-Баторский наземный метрополитен, была успешно запущена.
|                                           |                                           |                          |                                                          |                                  |
| Каток на центральной площади, январь 2014 | Улан-Батор. Вид с горы Зайсан. Осень 2012 | Площадь Чингисхана, 2012 | РА2 используется в Улан-Баторском наземном метрополитене | Здания посольств Турции и Японии |

## Физико-географическая характеристика

### Географическое положение
Улан-Батор расположен в долине реки Туул, притоке Орхона, на высоте 1300—1350 м. Город протянулся примерно на 25-30 км в длину вдоль реки. Через Улан-Батор многочисленными протоками (с востока на запад) протекает Туул, а также ряд её правых притоков (Сэлбэ-Гол, Улиастай-Гол, Гачуурт-Гол и др.). Административно к столице Монголии относится горный массив Богд-Хан-Уул, высотой в 2256,3 м, который и является самой высокой точкой города. Площадь города во время МНР составляла 7300 км², ныне она сокращена до 4704,4 км².
Улан-Батор находится в часовом поясе UTC+08:00.
|                                                             |              |                                                 |                                   |                                                                                               |
| Вид города из космоса, спутник Sentinel-2, съёмка 9.07.2017 | Богд-Хан-Уул | Туул, национальный парк недалеко от Улан-Батора | Река Туул в районе новых застроек | Вид на северный таёжный склон восточной, самой высокой части горы Богд-Хан-Уул из Улан-Батора |

### Климат
Улан-Батор имеет горный климат с чертами резко континентального. Зима в городе — долгая и суровая, а лето — прохладное. Осадков выпадает мало, в основном — в летний период; зима малоснежная. Большая высота над уровнем моря также сильно снижает температуру в городе, среднегодовая температура составляет −0,4 °C. Среди всех столиц государств в Улан-Баторе самая низкая среднегодовая температура, самые холодные зимы (холоднее, чем в Москве, Астане и Хельсинки).
Летом средняя температура составляет около 20 °C. Зима в столице Монголии скорее пыльная, чем снежная; несмотря на это, в последнее время в Улан-Баторе выпадает всё больше снега. Самый холодный месяц года — январь, температура которого может опускаться ниже −40 °C. Холод в Монголии переносится значительно легче из-за сухого воздуха: к примеру, температура −20 °C в Улан-Баторе переносится так же, как −10 °C в центральной части России.  
| Показатель                    | Янв.  | Фев.  | Март  | Апр.  | Май   | Июнь | Июль | Авг. | Сен.  | Окт. | Нояб. | Дек.  | Год   |
| ----------------------------- | ----- | ----- | ----- | ----- | ----- | ---- | ---- | ---- | ----- | ---- | ----- | ----- | ----- |
| Абсолютный максимум, °C       | −2,6  | 11,3  | 17,8  | 28,0  | 33,5  | 38,3 | 39,0 | 34,9 | 31,5  | 22,5 | 13,0  | 6,1   | 39,0  |
| Средний суточный максимум, °C | −15,6 | −9,6  | −0,7  | 9,7   | 17,8  | 22,5 | 24,5 | 22,3 | 16,7  | 7,6  | −5    | −13,5 | 6,4   |
| Средняя температура, °C       | −21,6 | −16,6 | −7,4  | 2,0   | 10,1  | 15,7 | 18,2 | 16,0 | 9,6   | 0,5  | −11,9 | −19   | −0,4  |
| Средний суточный минимум, °C  | −25,9 | −22,2 | −13,6 | −4,3  | 3,3   | 9,6  | 12,9 | 10,6 | 3,6   | −4,8 | −15,7 | −22,9 | −5,8  |
| Абсолютный минимум, °C        | −42,2 | −42,2 | −38,9 | −26,1 | −16,1 | −3,9 | −0,2 | −2,2 | −13,4 | −22  | −35   | −37,8 | −42,2 |
| Норма осадков, мм             | 2     | 3     | 4     | 10    | 21    | 46   | 64   | 70   | 27    | 10   | 6     | 4     | 267   |
| Источник: Погода и климат     |       |       |       |       |       |      |      |      |       |      |       |       |       |

| Солнечное сияние, часов за месяц | Солнечное сияние, часов за месяц | Солнечное сияние, часов за месяц | Солнечное сияние, часов за месяц | Солнечное сияние, часов за месяц | Солнечное сияние, часов за месяц | Солнечное сияние, часов за месяц | Солнечное сияние, часов за месяц | Солнечное сияние, часов за месяц | Солнечное сияние, часов за месяц | Солнечное сияние, часов за месяц | Солнечное сияние, часов за месяц | Солнечное сияние, часов за месяц | Солнечное сияние, часов за месяц |
| Месяц                            | Янв                              | Фев                              | Мар                              | Апр                              | Май                              | Июн                              | Июл                              | Авг                              | Сен                              | Окт                              | Ноя                              | Дек                              | Год                              |
| Солнечное сияние, ч              | 177                              | 206                              | 267                              | 264                              | 301                              | 270                              | 248                              | 257                              | 246                              | 226                              | 177                              | 155                              | 2794                             |
| -------------------------------- | -------------------------------- | -------------------------------- | -------------------------------- | -------------------------------- | -------------------------------- | -------------------------------- | -------------------------------- | -------------------------------- | -------------------------------- | -------------------------------- | -------------------------------- | -------------------------------- | -------------------------------- |

## Административно-территориальное деление

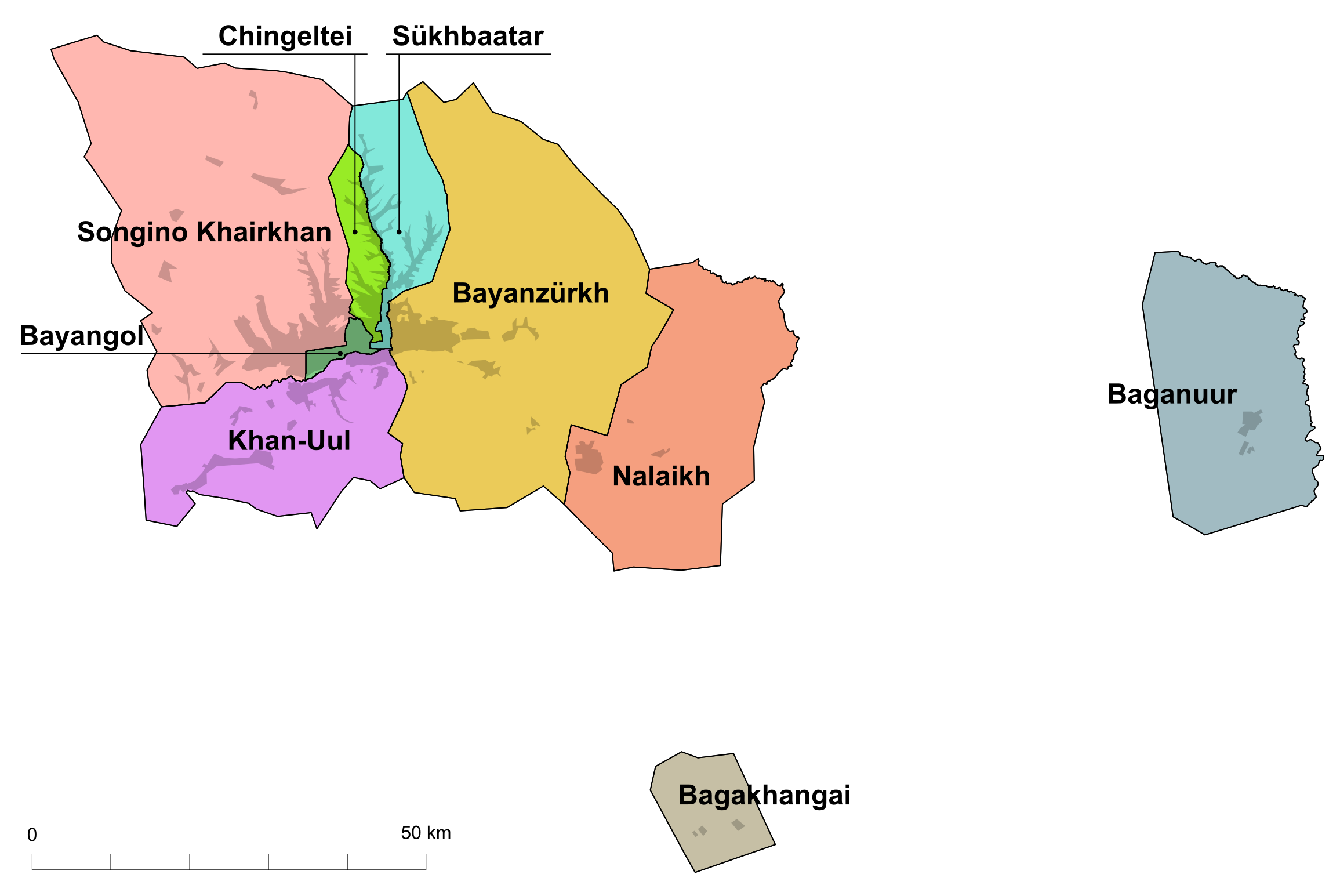
Районы города Улан-Батора (более темным цветом показана застройка)

Улан-Батор с окрестностями образует самостоятельную административно-территориальную единицу (официальное название: Улсын нийслэл — «Столица государства»), разделённую на 9 районов (монг. дүүрэг); районы разделены на кварталы-микрорайоны (монг. хороо). Территория, находящаяся под управлением мэрии Улан-Батора, включает в себя, помимо «костяка города», также возникшие после 1990 года новые кварталы застройки, складывающиеся из преимущественно одноэтажных жилых и хозяйственных построек, а также большого количества юрт. Новые районы соединены с центром автобусными линиями и маршрутного такси.
Ниже представлена статистика по районам Улан-Батора (данные приведены на 2014 год. Районы распределены по плотности населения).
Цветами в первом столбце таблицы отмечены:
 Район, включающий более 20 микрорайонов Район, включающий более 10 микрорайонов Район, включающий менее 10 микрорайонов
| Изображение | Герб | дүүрэг («район») | хороо шт. | Население, чел. (01.01.2015) | Площадь, км² | Плотность населения, чел./км² |
| ----------- | ---- | ---------------- | --------- | ---------------------------- | ------------ | ----------------------------- |
|             |      | Баянгол          | 23        | 208 898                      | 29,5         | 7081                          |
|             |      | Чингэлтэй        | 19        | 159 514                      | 89,3         | 1786                          |
|             |      | Сухэ-Батор       | 20        | 136 424                      | 208,4        | 655                           |
|             |      | Хан-Уул          | 16        | 138 368                      | 484,7        | 286                           |
|             |      | Сонгинохайрхан   | 32        | 295 827                      | 1200,6       | 246                           |
|             |      | Баянзурх         | 28        | 308 672                      | 1244,1       | 248                           |
|             |      | Багануур         | 5         | 28 333                       | 620,2        | 46                            |
|             |      | Налайх           | 7         | 34 547                       | 687,6        | 50                            |
|             |      | Багахангай       | 2         | 3903                         | 140,0        | 28                            |
|             |      | Улан-Батор всего | 152       | 1 314 486                    | 4704,4       | 279                           |

## Экономика
Улан-Батор является ключевым городом для монгольской экономики. В городе расположены Улан-Баторская ТЭЦ-1, Улан-Баторская ТЭЦ-2, Улан-Баторская ТЭЦ-3, Улан-Баторская ТЭЦ-4, которые вырабатывают более 85 % электроэнергии страны. Город производит около половины валовой промышленной продукции страны. Имеются: завод автоприцепов, промкомбинат по переработке животноводческого сырья, мясокомбинат, предприятия металлообрабатывающей, деревообрабатывающей, домостроительной, пищевой и других отраслей промышленности. Поток туристов, посещающих город, ежегодно составляет около 10 % доходов страны. В районе Улан-Батора Налайх добывается бурый уголь.

### Машиностроение
С 2006 года в Улан-Баторе началось развитие машиностроения и компания «Цахилгаан тээвэр» начала сборку троллейбусов, с 2009 года — сборку дуобусов JEA800-E, разработанных монгольскими инженерами. Машины экспортируются в Кыргызстан и Казахстан. Заказы на это транспортное средство также поступили из Чехии и нескольких стран Азии. К 2018 году «Электротранспорт» планирует запустить производство трамваев на резиновых колесах, которые составляет так называемую «Систему BRT» в монгольской столице. На производство нового вида пассажирского транспорта запланировано выделить 212 млн долларов, которые готов предоставить Азиатский банк развития.
|                      |                      |                                   |        |
| Улан-Баторская ТЭЦ-3 | Улан-Баторская ТЭЦ-4 | Здание Монгольской фондовой биржи | Налайх |

## Транспорт
Улан-Батор — крупнейший транспортный узел страны. Город находится в самом центре трансмонгольской железной дороги и республиканских автомагистралей. В Улан-Баторе есть автомобильный, железнодорожный и воздушный транспорт.

### Железнодорожный транспорт
В городе имеется вокзал Улан-Баторской железной дороги. Ветвь Транссибирской магистрали из Улан-Удэ до Пекина — Трансмонгольская магистраль — была построена к 1949 году. Было подписано соглашение между МНР и СССР о создании Акционерного общества «Улан-Баторская железная дорога» на условиях 50:50, соответственно. Поезд из Москвы в Улан-Батор ходит 2 раза в неделю. Есть ежедневные поезда между Иркутском и Улан-Батором. Вокзал Улан-Батора — самый большой вокзал Монголии. Является центром регионального и международного железнодорожного сообщения. В 2014 году на основе существующей железнодорожной инфраструктуры Трансмонгольской железной дороги, проходящей в черте города, создана Улан-Баторская городская железная дорога. Городская железная дорога имеет 8 станций. Внутригородская линия открыта 6 июня 2014 года, междугородная линия открыта 20 октября 2014 года. Междугородная линия связывает город с Дарханом с промежуточной остановкой в Зуунэхараа. Электрификация железных дорог Монголии, по состоянию на 2017 год, составляет 0 %; локомотивная тяга — полностью тепловозная.

### Аэропорты
Имеются резервный международный аэропорт Буянт-Ухаа, бывший военный аэродром в Налайхе, использующиеся для проведения сезонных чартерных рейсов, и основной Международный аэропорт «Чингисхан». Международный аэропорт «Буянт-Ухаа» (монг. Буянт Ухаа) с 21 декабря 2005 года по 7 июля 2020 года носил название «Чингисхан» (монг. Чингис хаан). В мае 2013 года было начато строительство нового международного аэропорта Улан-Батора. Аэропорт, получивший название «Чингисхан», был открыт 4 июля 2021 года.

### Наземный городской транспорт
В городе имеется развитая сеть общественного транспорта, в том числе троллейбус (с 1987 года, 4 действующих маршрута и 4 закрытых) и дуобус.
Транспортная проблема в городе усугубляется суровым климатом — более половины дней в году держится отрицательная температура. Движение затруднено из-за заторов, воздух сильно загрязнён выхлопными газами.
С 2013 года, как следствие комплекса координированных мер по улучшению пробок в городе (указ мэра города А/724, указ Собрания общественной палаты г. Улан-Батора #02/08 от 22 августа того же 2012), состояние на дорогах улучшилось. Так, по первой полосе центральных дорог могут передвигаться только автобусы общественного транспорта и транспортные средства с особым разрешением. Также весь транспорт в городе в зависимости от номерного знака не может участвовать в движении по центру города в рабочие дни c 08:00 до 20:00. Автотранспорт с номерным знаком, заканчивающимся на цифру 1 или 6, не может заезжать в центр по понедельникам, на 2 или 7 — по вторникам, на 3 или 8 — по средам, на 4 или 9 — по четвергам, на 5 или 0 — по пятницам. По выходным дням этот указ не действителен. В канун больших праздников и начала учебного года автомашины с номерными знаками, заканчивающимися на четные и нечётные цифры, чередуются и не могут быть использованы половину недели.

### Метрополитен
Проект создания метрополитена в Улан-Баторе существует с 2012 года. Он предусматривает строительство линии протяженностью 19,4 км от станции Толгойт Улан-Баторской железной дороги и до городского парка Единства с 15 станциями (14 из них будут подземными) и депо для ремонта и технического обслуживания. По расчётным данным, линия будет перевозить 17,2 тысячи пассажиров в час в одном направлении в пиковые часы.
Первый этап тендера по выбору подрядчика на выполнение основных строительных работ был объявлен в конце апреля 2025 года. На участие в тендере были поданы заявки от 27 компаний из Южной Кореи, Великобритании, России, Франции, Индии, Китая и Монголии. 31 июля был объявлен второй этап тендера.

Условия контракта предполагают начало работ в 2026 году. Ожидается, что метрополитен будет введён в эксплуатацию в 2030 году.
|                                    |                         |                            |                                                 |                      |
| Железнодорожный вокзал Улан-Батора | Вход в здание аэропорта | Улица в центре Улан-Батора | Страны, связанные авиасообщением с Улан-Батором | Пробки в Улан-Баторе |

## Наука, культура и образование
Улан-Батор является центром культурной и научной жизни Монголии. В городе расположена Академия наук Монголии, множество университетов, в том числе Буддийский университет им. Дзанабадзара, Монгольский международный университет, Монгольский национальный университет медицинских наук, Национальный университет обороны и другие. В городе насчитывается более десяти театров и более тридцати музеев; работают более 20 художественных галерей.
|                               |                     |                      |
| Государственный оперный театр | Драматический театр | Национальная галерея |

### Музеи
В городе есть 4 театра, а также многочисленные музеи. Самый первый музей в монгольской столице был открыт при Богдо-гэгэне, то есть в начале XX века. После смерти Богдо-гэгэна в 1924 году всё имущество музея было распродано на аукционе. Ныне к самым известным музяем относятся: храм-музей Чойджин-ламы, Музей изобразительных искусств им. Дзанабадзара, Монгольский национальный исторический музей и Галерея национальной истории. Одним из самых примечательных музеев является Государственный центральный музей Монголии (Музей естественной истории, Музей истории природы), где собрана обширная коллекция экспонатов, в том числе скелеты динозавров, найденные в пустыне Гоби.
Важной достопримечательностью Улан-Батора является дворец провозгласившего независимость Монголии первосвященника — Богдо-гэгэна, построенный по чертежам, подаренным последним российским императором Николаем II. В городе имеются многочисленные буддийские храмы и монастыри; крупнейший из них — центральный монастырь страны Гандантэгченлин.

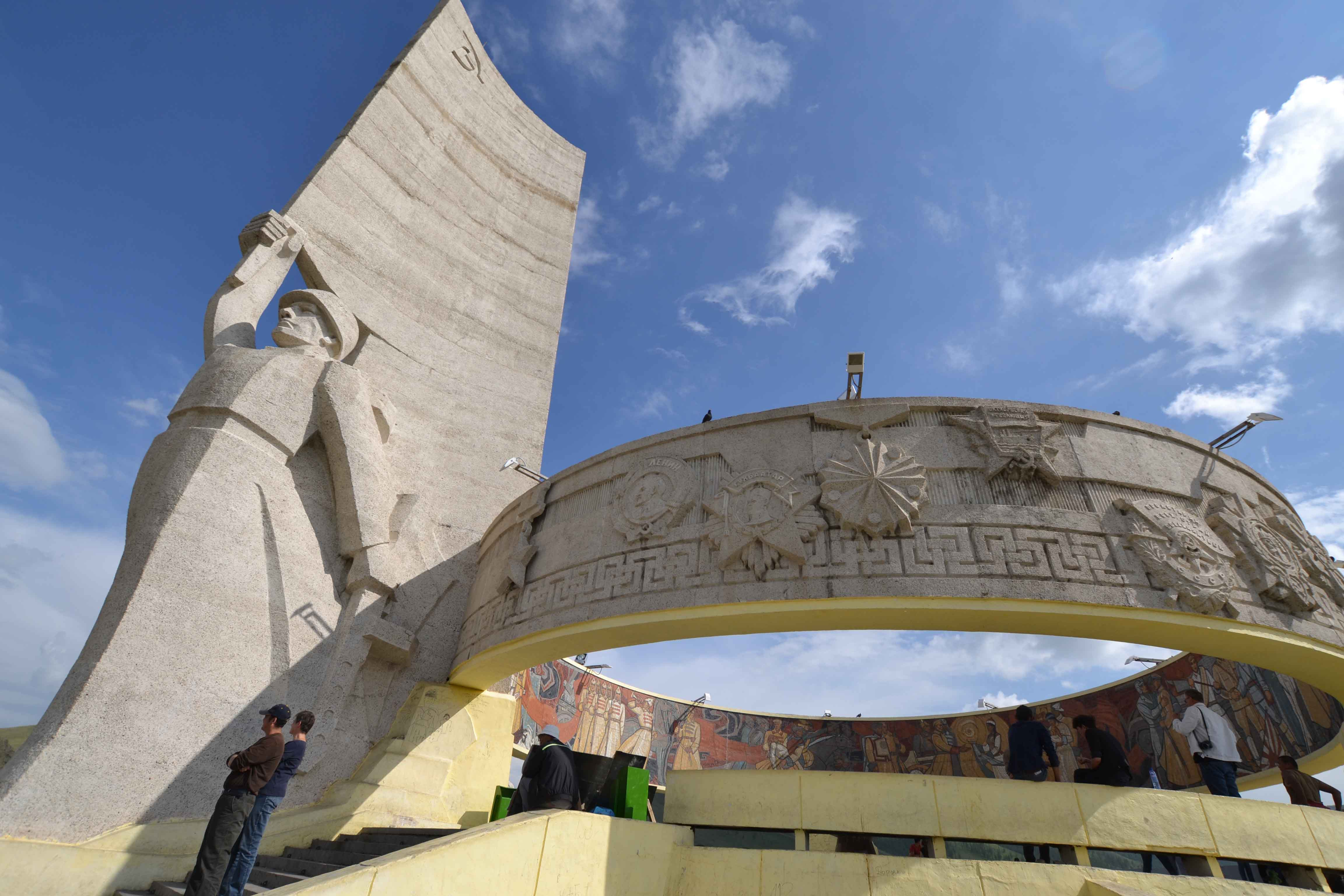
«Зайсан» — мемориальный комплекс монгольско-советского братства по оружию
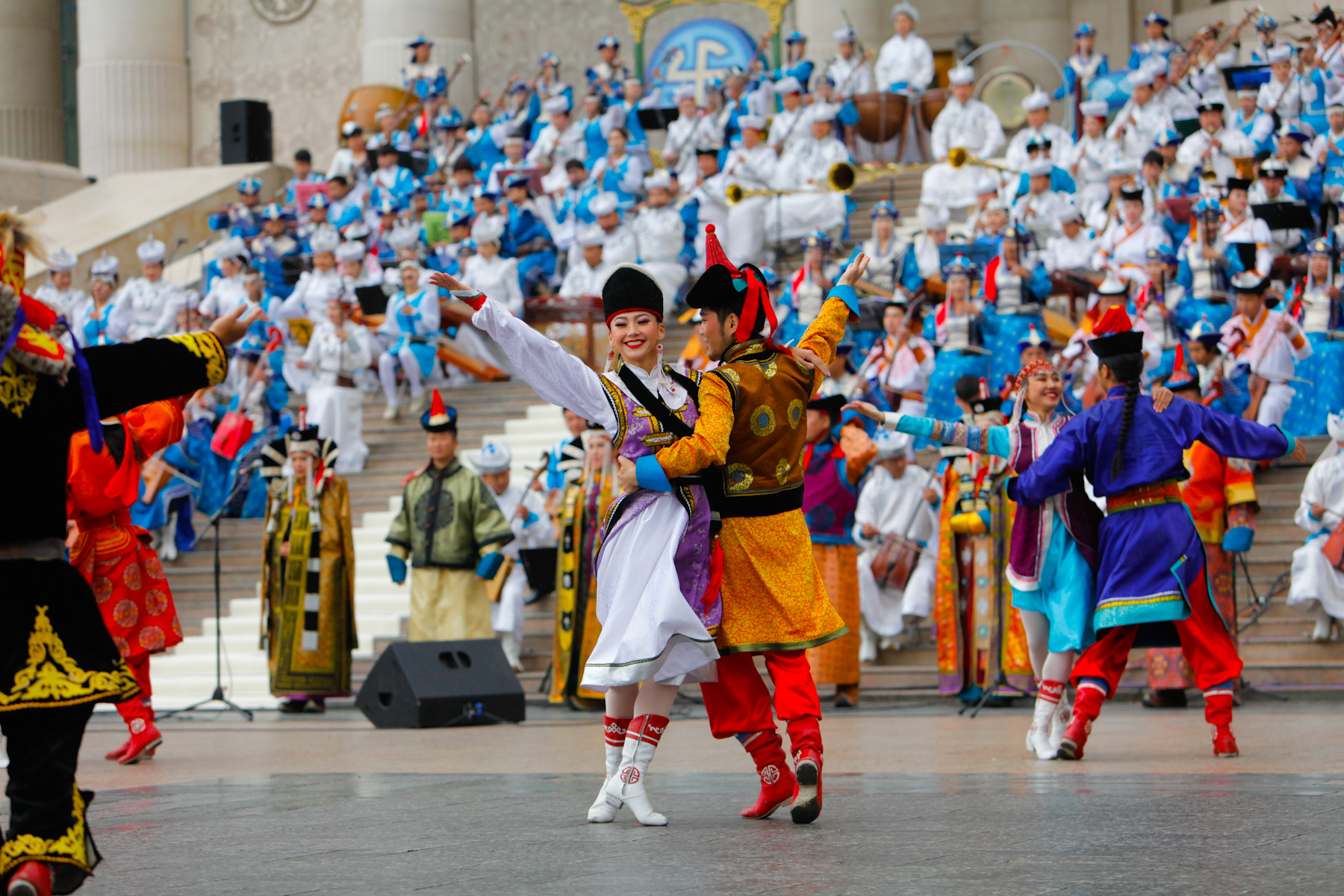
Концерт в честь 800-летия Хубилай-хана на площади Сухэ-Батора
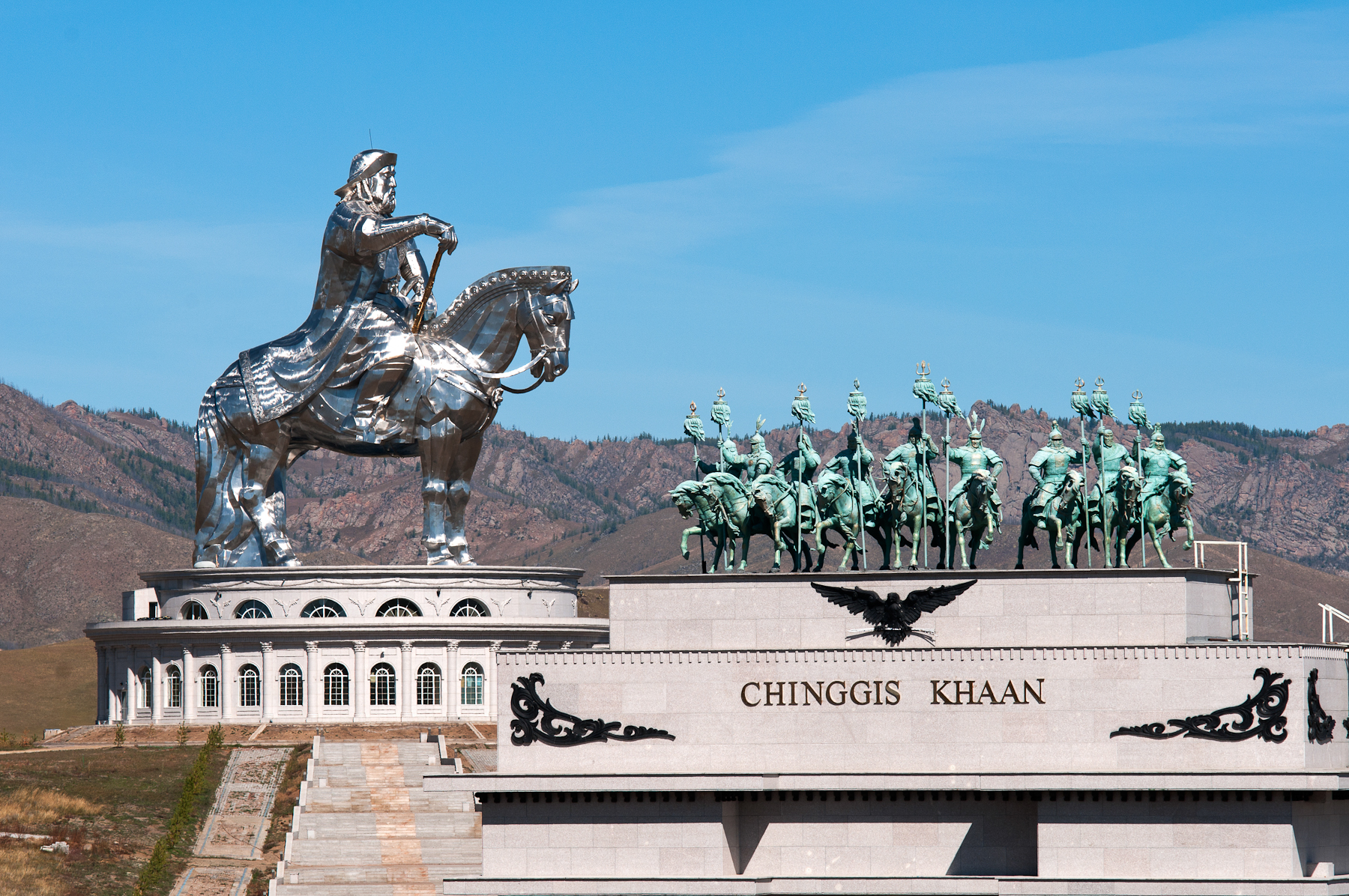
Конная статуя Чингисхана
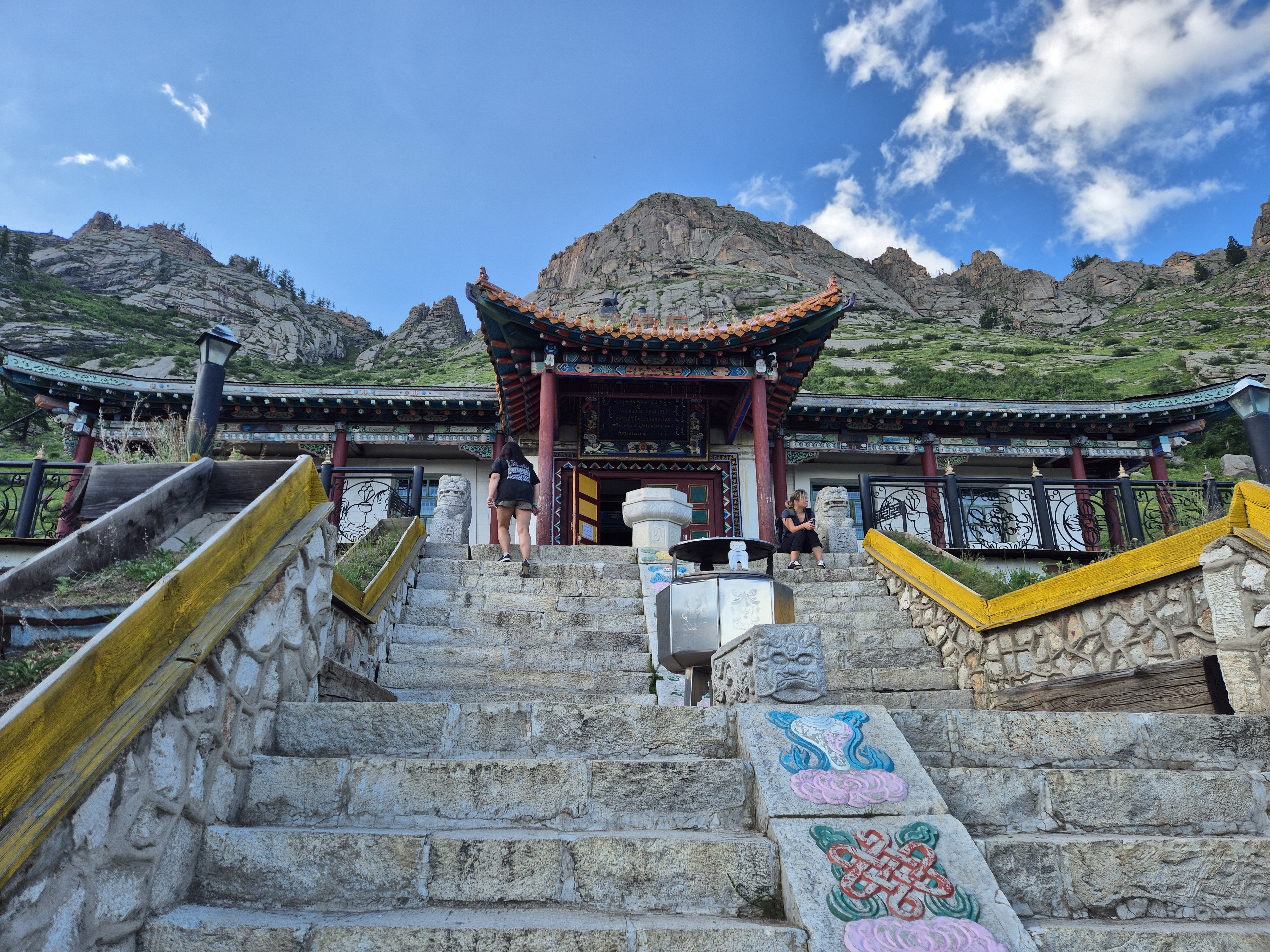
Арьяабалын-хийд — центр медитации в парке Горхи-Тэрэлж
Уличное искусство

### Достопримечательности
- Музей истории монгольской государственности

Один из новейших музеев города, находящийся внутри здания Монгольского парламента. В нём находятся на дисплее более 2000 экспонатов, включая корреспонденцию ставок Чингисхана и Хубилая с лидерами других стран, географические карты, регалии государственных деятелей. 
- Храм-музей Чойджин-ламы

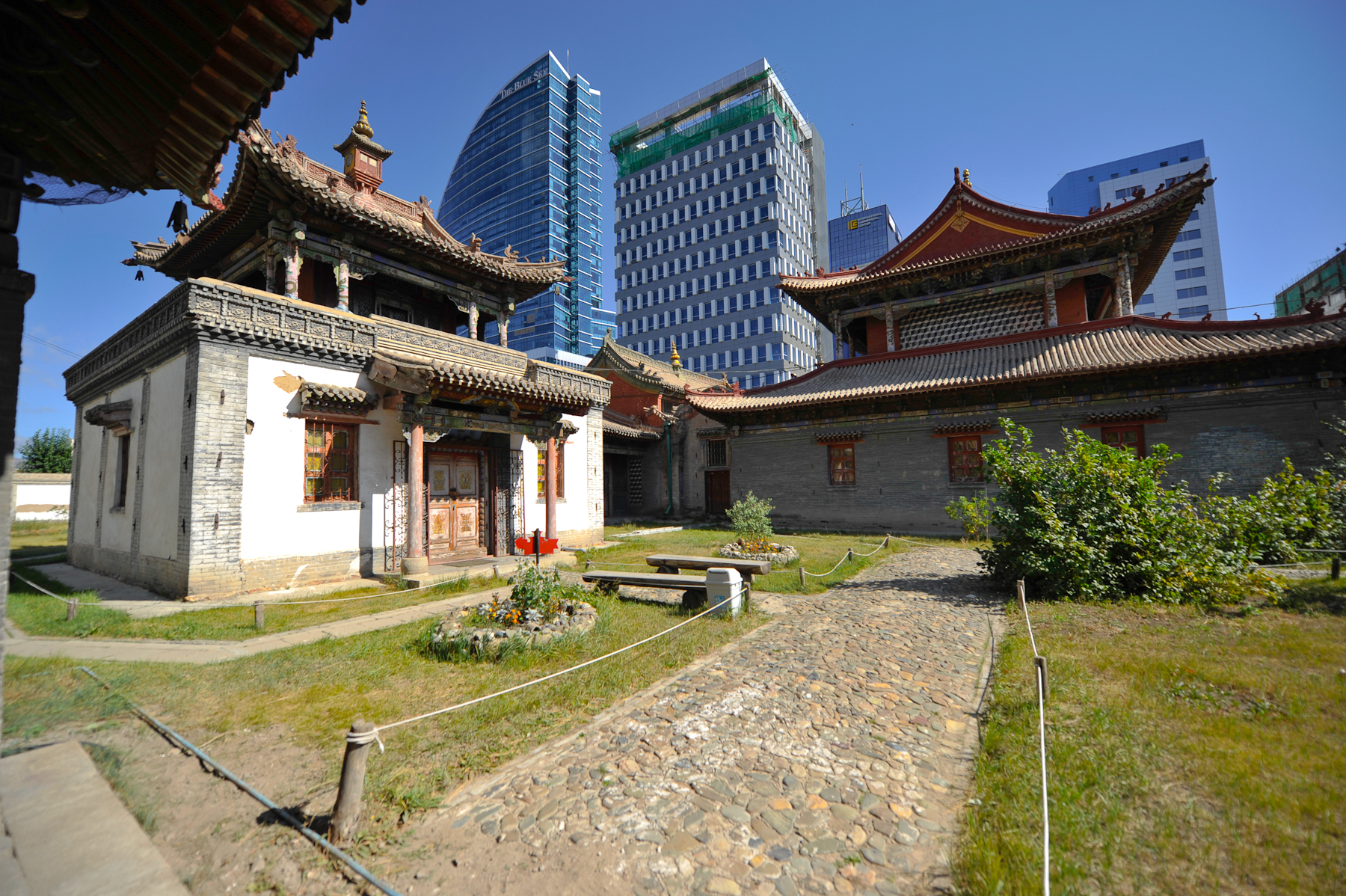
Храм Чойджин ламы

Чойджин на тибетском языке означает «Оракул». Младший брат последнего Богдо Гэгэна, Лубсанхайдав, считался поистине могущественным оракулом государства Монгольского, и этот храм был построен как его персональная обитель в начале 1900-х. Так как даже монгольские коммунисты побаивались его фигуры, то храм остался нетронутым даже во время репрессий 1930-х. Сейчас это музей с великолепным фондом буддийского искусства.
- Конная статуя Чингисхана

Расположенная в 40 км к востоку от Улан-Батора статуя сама по себе аттракцион: под одной крышей — 2 музея, ресторан, фотостудия и сама статуя. В одном из музеев находятся старинные бронзовые изделия, найденные по всей территории страны, в другом — находки, принадлежащие к периоду XIII-XIV веков, времени Великого Монгольского государства.
- Рынок «Нарантуул»

Раньше, до 1990 года этот рынок был более известен как «Чёрный рынок», но, после того как он был приватизирован и перемещён на новое место, получил название «Нарантуул». Это как блошиный рынок и большой универмаг в одном. Есть как открытые павильоны, так и закрытые. Здесь можно найти как запчасти к старым «Жигулям» и комиссионные вещи, так и новую электронику или посуду. Много товаров обихода из Китая и национальных производителей. Также в этом районе концентрированы другие похожие рынки: «Дунжингарав», «Ночной» и «Сделано в Монголии».

## Спорт
В Улан-Баторе действует множество спортивных сооружений. Большинство спортивных мероприятий, включая Наадам, проводится на Центральном стадионе. Главная спортивная арена Монголии была построена в 1958 году и имеет 20 000 мест. Однако в дни Наадама на стадионе оборудуется до 15 000 дополнительных мест, а его посещаемость превышает 30 000 человек. Домашним стадионом сборной Монголии по футболу является Футбольный центр МФФ. Этот исключительно футбольный стадион имеет 5000 мест и был открыт 24 октября 2002 года. Другим крупным футбольным объектом является стадион футбольного клуба «Эрчим». 2 декабря 2010 года в городе был открыт многофункциональный крытый спорткомплекс Буянт-Ухаа Арена. Вместимость стадиона — 5045 человек.
Помимо непосредственно сооружений, предоставляющих возможность проведения различных мероприятий, в городе располагается огромное количество спортивных организаций, среди которых выделяются такие футбольные клубы, как «Эрчим», «Улан-Батор», «Сэлэнгэ Пресс», «Хоромхон» и «Университет Улан-Батора».
Улан-Батор принимал ряд крупных спортивных мероприятий. Так, в 2012 году в городе прошёл чемпионат Азии по баскетболу среди юниоров, а в 2013 году — чемпионат мира по борьбе. В 2016 году город планирует принять чемпионат мира по стрельбе FISU.
|                  |                               |                             |                      |                            |
| Буянт-Ухаа Арена | Национальный стадион Монголии | Дворец борьбы в Улан-Баторе | Наадам в Улан-Баторе | Вход в Центральный стадион |

## Города-побратимы
У Улан-Батора есть много городов-побратимов. Бо́льшая их часть появилась в 90-х годах XX века. Первыми городами-побратимами стали Хух-Хото и Тяньцзинь в 1991 и 1992 годах соответственно.

## Панорамы
| Вид с мемориала Зайсан в 2005 году Вид с мемориала Зайсан в 2009 году Вид с мемориала Зайсан в 2010 году |